# دم‌قاطری (گیاه)
دم‌قاطری، شیشه شور مردابی (نام علمی: Hippuris vulgaris) نام یک گونه از سرده دم‌قاطری است.